# Río Daule
Der Río Daule ist der rechte Quellfluss des Río Guayas im Westen von Ecuador.

## Flusslauf
Der Río Daule besitzt eine Länge von 260 km (einschließlich des Quellflusses Río Peripa: 380 km). Er bildet den Abfluss des Daule-Peripa-Stausees. Er fließt in überwiegend südlicher Richtung und bildet dabei streckenweise viele Flussschlingen aus. Auf den oberen 35 Kilometern bildet der Fluss die Grenze zwischen den Provinzen Manabí und Guayas. Anschließend verläuft er innerhalb der Provinz Guayas. Am Flusslauf liegen die Städte Pichincha, Balzar, Colimes, Palestina, Santa Lucía, Daule und Nobol. Der Río Daule vereinigt sich schließlich bei Guayaquil mit dem von Osten kommenden Río Babahoyo zum Río Guayas. 
Die Fernstraße E48 folgt dem Flusslauf von Balzar bis nach Guayaquil.

## Hydrologie
Das etwa 13.000 km² große Einzugsgebiet erstreckt sich über den westlichen Teil des Küstentieflandes (Costa). Es wird im Westen von der Cordillera Chongón-Colonche und der Cordillera Costanera begrenzt, im Norden reicht es bis zu der Stadt Santo Domingo de los Colorados. Im Westen grenzt es an das des Río Vinces (im Oberlauf Río Quevedo), einem rechten Nebenfluss des Río Babahoyo. Das Einzugsgebiet umfasst somit nicht die Hänge der Anden. Im Einzugsgebiet des Río Daule wird hauptsächlich Kaffee und Kakao angebaut. Der mittlere Abfluss des Río Daule beträgt 380 m³/s. Damit trägt er 40 Prozent zum Gesamtabfluss des Río Guayas bei. Der Abfluss schwankt saisonal sehr stark. In der Regenzeit ist er um das Sechsfache höher als während der Trockenzeit.

## Daule-Peripa-Wasserkraftwerk
Das Kraftwerk besitzt eine installierte Leistung von 213 MW. Der Stausee besitzt ein Wasservolumen von 6 Milliarden Kubikmetern. Das Projekt dient der Energiegewinnung, der Bewässerung und der Abflusskontrolle sowie der Trinkwasserversorgung.

## Daule-Vinces-Ableitungskanal
Das Ableitungsprojekt Trasvase Daule–Vinces (Dauvin) wurde in den 2010er Jahren realisiert. Bei Flusskilometer 160 wurde ein Wehr (⊙) errichtet. Oberhalb diesem zweigt, etwa 9 km nordöstlich der Stadt Colimes, der Ableitungskanal (⊙) nach Osten ab. Der Kanal ist für eine Wasserführung von 97 m³/s ausgelegt. Das Projekt dient der Bewässerung von 215.000 ha landwirtschaftlicher Anbaufläche.

## Fischfauna
Zur Fischfauna des Río Daule gehört u. a. der Goldsaumbuntbarsch (Andinoacara rivulatus).